# Transferència de càrrega
Les reaccions de transferència de càrrega són entre d'altres, un dels processos fotoquímics elementals més importants en química i biología.
Fa més de 5 dècades que Mulliken va introduir el concepte de transició de transferència de càrrega (CT, Charge Transfer) per referirse a una excitació directa a un estat en el que un electró es transfereix des d'un grup donador (D) a un d'acceptor (A).
D'acord amb la teoría de Förster de la transferència d'energía de ressonància:
1. El donador (D) i l'acceptor (A) d'energía es troben separats per una distància curta (de l'ordre de nanòmetres).
2. Els fotons emessos per l'estat excitat del donador (D) poden ser absorbits directament per l'acceptor (A).

Es pot demostrar que per sistemes donador-acceptor que es troben units de forma rígida mitjançant enllaços covalents o per proteïnes, l'energia augmenta a mesura que la distància disminueix segons l'equació:
{\displaystyle E_{T}={\frac {R_{0}^{6}}{R_{0}^{6}+R^{6}}}}
on {\displaystyle R_{0}} és un paràmetre (en unitats de distància) que és característic de cada parell donador-acceptor.
Els espectres d'emissió i absorció de les molècules abarquen un intèrval de longituds d'ona i, per tant, el segon requisit de la teoría de Förster s'assoleix quan l'espectre d'emissió de la molècula donadora se superposa de forma significativa amb l'espectre d'absorció de la molècula acceptora.

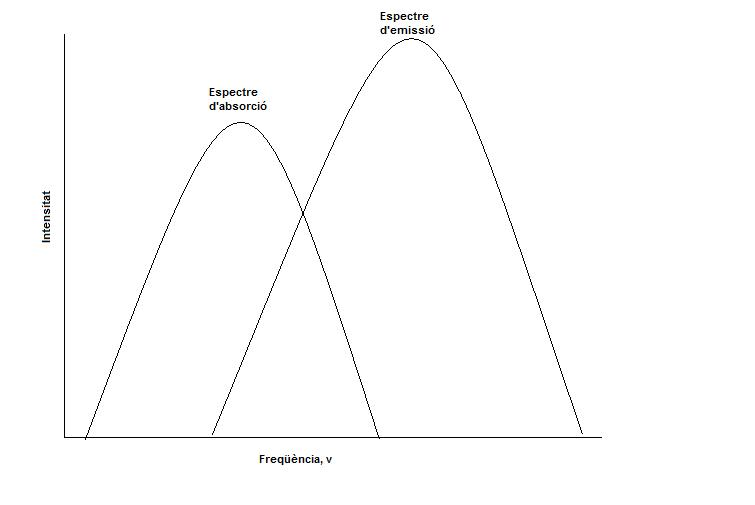
Espectre d'emissió-absorció en transferència de càrrega

En molts casos és possible provar que la transferència d'energía és el mecanisme predominant d'extinció si l'estat excitat de l'acceptor dona fluorescència o fosforescència a una longitud d'ona característica.
Existeixen dos tipus d'interacció de transferència: intermolecular i intramolecular.

## Transferència de càrrega intermolecular
Un cas particular són les denominades reaccions de transferència de càrrega intermolecular que es produeix entre molècules diferents amb grups donadors-acceptors π units mitjançant un enllaç simple (D-A). Quan aquestes molècules s'exciten de forma radiativa, es pot arribar a un estat localment excitat (LE) de tipus (π-π*), i/o a un estat de transferència intramolecular de càrrega (ICT, Intramolecular Charge Transfer), on el grup π-donador cedeix un protó al grup π-acceptor produint-se un desacoblament de les dues subunitats i una separació de càrregues:
Posteriorment el sistema pot emitir radiativament des de qualsevol d'aquests dos estats, traduint-se en l'espectre en la possible existència de dues bandes de fluorescencia per tant es parla de fluorescència dual.
Des del seu descobriment per Lippert en la molècula de 4-(N,N-dimetilamino)benzonitril (DMABN), el fenomen de la fluorescència dual ha estat objecte d'una enorme atenció durant les últimes quatre dècades. Aquest interès s'ha vist incrementat en els últims anys degut a les seves potencials aplicacions en indicadors fluorescents o en ciència de materials.

## Transferència de càrrega intramolecular
La transferència de càrrega entre regions diferents d'un mateix sistema molecular ha estat un dels processos més estudiats en fotoquímica. Aquest procés està caracteritzat per un augment en el dipol de l'estat excitat. Aquests sistemes moleculars, en general poden emitir fluorescència provinent de dos estats electrònics. El primer s'origina de l'excitació de la molècula i és conegut com a emissió original d'un estat singlet (LE). El segon (ICT) és generat a partir d'aquest primer estat i posseeix un augment de dipol major que l'estat de LE.
La banda ICT pot variar segons diferents paràmetres com ara el dissolvent, la viscositat, la pressió o la temperatura. A més, aquestes bandes també són influenciades quan estan en presència de sistemes biològics i ions inorgànics.
La banda que emet en major longitud d'ona correspon a l'emissió de l'estat ICT que tingui la posició i intensitat de fluorescència afavorida en solvents apròtics com l'acetonitril.
D'altra banda, en millor longitud d'ona (LE) és pràcticament inalterada per la natura del dissolvent.
S'ha descobert que l'estat ICT també pot ésser format a l'estat fonamental. En aquests casos l'absorció d'aquest estat est'a caracteritzat per una banda llarga i no estructurada, sent aquesta traslladada per la regió de menor energía de l'espectre (red shift) amb l'augment de la polaritat del dissolvent. Quan la polaritat disminueix aquest estat està desafavorit i la banda es trasllada per la regió de major energía (blue shift).

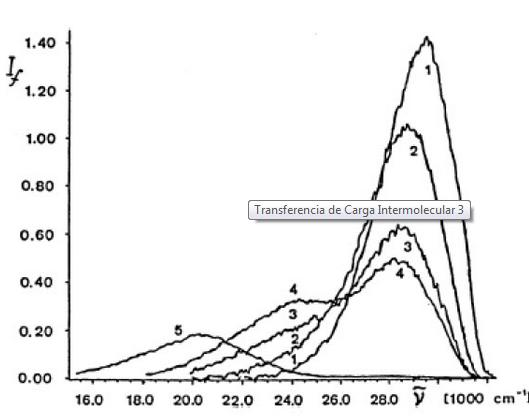
Efecte del dissolvent al ICT: (1) hexà, (2) èter dibutílic, (3) èter dietílic, (4) clorur de butil, (5) acetonitril